# Kirche Aulowönen
Die Kirche Aulowönen (der Ort hieß von 1938 bis 1946 Aulenbach (Ostpreußen)) war eine Mitte des 18. Jahrhunderts erbaute Feldsteinkirche mit (späterem) Holzturm. Bis 1945 war sie evangelisches Gotteshaus für die in 44 Orten im Kirchspiel Aulowönen (heute russisch: Kalinowka) lebenden Menschen. Die Kirche ist nicht mehr erhalten.

## Geographische Lage
Das heutige Kalinowka liegt 21 km nördlich der Stadt Tschernjachowsk (Insterburg) an der russischen Fernstraße A 197 (einstige deutsche Reichsstraße 137). Durch den Ort verlief vor 1945 die Bahnstrecke Insterburg–Groß Skaisgirren der Insterburger Kleinbahnen. Der ehemalige Standort der Kirche ist heute nicht mehr erkennbar.

## Kirchengebäude
Im Jahre 1610 gründete man in Aluwönen eine Kirche. Das Gotteshaus allerdings brannte 1709 ab, und ein nachfolgend errichteter Holzbau hielt nur bis 1727 stand. In den Jahren 1728 bis 17390 entstand ein dauerhafter steinerner Bau. Es handelte sich um einen schlichten Feldsteinbau, dem später ein Holzturm mit welscher Haube aufgesetzt wurde. Den Entwurf für das Bauwerk erstellte Landbaumeister Fischer, der einen Kirchenbau in „geschmackvollem Stil bei sparsamsten Mitteln“ plante.
Der Innenraum des etwa 33 Meter langen und 13 Meter breiten Gebäudes hatte eine flache, niedrige Decke. Die Emporen zogen sich um das ganze Schiff herum. Stichbogige Fenster gewährleisteten einen hellen Raum, der mit weiß und gold gestrichenen Gestühl und Bänken ein festliches Gepräge zeigte.
Der Kanzelaltar stammte aus der Gründungszeit der Kirche. Ausstattungsgegenstände der alten Kirche wurden nur zum Teil übernommen, der andere Teil wurde einem Kirchenmuseum zugeführt. Zu den wertvollsten liturgischen Gegenständen gehörten ein Bibelbuch aus dem Jahre 1565 mit verbleiten Zinndeckeln sowie zwei sehr große Messing-Altarleuchter von 1640.
Wohl um das Jahr 1747 wurde eine Orgel in der Kirche installiert, die 1859 von Orgelbaumeister Schwerweit aus Königsberg (Preußen) restauriert wurde. Sie wurde 1932 durch einen Neubau der Orgelwerkstatt Furtwängler aus Hannover ersetzt wurde.
Die beiden Glocken der Kirche stammten aus den Jahren 1735 und 1779.
Die Kirche wurde nach 1945 zu einem nicht bekannten Zeitpunkt abgerissen.

## Kirchengemeinde
Die Errichtung der Kirchengemeinde Aulowönen erfolgte im Jahr 1610. Die Dörfer Juckeln (seit 1918 Buchhof, heute russisch: Buchowo), Warkau (Schischkino, nicht mehr existent), Gaiden (Stepnoje), Alt Lappönen (Datschnoje) und Jennen (Podlesnoje, nicht mehr existent) bildeten mit Aulowönen den Kern der Siedlung, die zur Gründung des Kirchspiels führte. Bis 1945 gehörte die immerhin 44 Kirchspielorte umfassende Pfarrei zum Kirchenkreis Insterburg in der Kirchenprovinz Ostpreußen der Kirche der Altpreußischen Union. Im Jahr 1925 zählte die Gemeinde 4726 Gemeindeglieder.
Aufgrund von Flucht und Vertreibung und der restriktiven Religionspolitik der Sowjetunion brach nach 1945 das kirchliche Leben in Aulowönen wie in ganz Nordostpreußen ein.
Erst in den 1990er Jahren entstanden wieder neue evangelisch-lutherische Gemeinden, von denen heute Bolschakowo (Groß Skaisgirren, 1938–1946 Kreuzingen) dem heutigen Kalinowka am nächsten liegt. Sie gehört zur Propstei Kaliningrad der Evangelisch-lutherischen Kirche Europäisches Russland.

### Kirchspielorte
Zum Kirchspiel der Kirche Aulowönen bzw. Aulenbach (Ostpr.) gehörten bis 1945 44 Orte und Ortschaften:
| Name                                  | Änderungsname 1938–1946 | Russischer Name |  | Name                                 | Änderungsname 1938–1946 | Russischer Name |
| ------------------------------------- | ----------------------- | --------------- |  | ------------------------------------ | ----------------------- | --------------- |
| *Ackmenischken                        | Steinacker              | Udarnoje        |  | Laukogallen                          | Bernhardseck            | Mjatnoje        |
| Adlig Warkau                          |                         |                 |  | Lindenberg                           |                         |                 |
| Alt Lappönen                          |                         | Datschnoje      |  | Lindicken                            |                         | Krasnoje        |
| * Aulowönen, bis 1923: Groß Aulowönen | Aulenbach (Ostpr.)      | Kalinowka       |  | Milszlauken, 1936–1938: Milschlauken | Milchfelde              |                 |
| Berszienen, 1936–1938: Berschienen    | Birkenhof               | Ogonkowo        |  | Mittel Warkau                        |                         | Stassowo        |
| Bersziupchen, 1936–1938: Bersziubchen | Birkenhausen            |                 |  | Naggen, seit 1929: Lindenhausen      |                         |                 |
| Buchhof, bis 1918: Juckeln            |                         | Buchowo         |  | Neu Lappönen                         |                         | Osjornoje       |
| *Budwethen                            | Streudorf               |                 |  | Neu Warkau                           |                         |                 |
| Eichhorn                              |                         | Jablotschnoje   |  | Paducken                             | Padau                   |                 |
| Ernstwalde                            |                         | Nowaja Derewnja |  | Papuschienen                         | Tannenfelde             | Doroschny       |
| Gaiden                                |                         | Stepnoje        |  | Rauben                               |                         |                 |
| *Gerlauken                            | Waldfrieden             | Fjodorowo       |  | Rudlauken                            | Ossafurt                |                 |
| Groß Warkau                           |                         | Schischkino     |  | Schiwinnen                           | Schattenau              |                 |
| Gründann                              |                         |                 |  | *Schuiken                            |                         |                 |
| *Jennen                               |                         | Podlesnoje      |  | Schruben                             |                         |                 |
| Kallwischken                          | Hengstenberg            | Mostowoje       |  | Schuppinnen                          |                         | Lugowoje        |
| Kemsen                                |                         |                 |  | Skardupönen                          | Klingen (Ostpr.)        | Wologodskoje    |
| Keppurlauken                          |                         |                 |  | Staggen                              |                         |                 |
| Klein Aulowönen                       |                         |                 |  | *Swainen                             |                         | Sadowoje        |
| Klein Popelken                        |                         |                 |  | Tobacken                             |                         |                 |
| Klein Schunkern                       |                         |                 |  | *Wasserlauken                        | Wasserlacken            | Wesnowo         |
| Klein Warkau                          |                         |                 |  | Willschicken                         | Wilkental               |                 |

### Pfarrer
An der Kirche Aulowönen amtierten von 1610 bis 1945 als evangelische Geistliche:
- Johann Neander, 1610–1638
- Johann Fuchs, bis 1654
- Jacob Albrecht Pusch, 1654–1667
- Christoph Voigt d. Ä., 1667–1782
- Christoph Voigt d. J., 1682–1709
- Johann Christoph Voigt, 1710–1746
- Jonas Christoph Pusch, 1746–1771
- Johann Friedrich Roscius, 1772–1808
- Johann Friedrich Hertell, 1808–1825
- Eduard Alexander Hundertmark, 1841–1845
- Julius Hermann Schulz, ab 1845
- August Friedrich Schulz, 1853–1882
- Carl Heinrich Bernhard Moeller, 1882–1919
- Julius Jacob Alexy, 1919–1926
- Paul Bernecker, 1927–1936
- Gerhard Matern, ab 1938